# Čierna Lehota (district de Rožňava)
Pour les articles homonymes, voir Čierna Lehota.
Čierna Lehota (allemand : Kleinslawsdorf ,hongrois : Szabados) est un village de Slovaquie situé dans la région de Košice.

## Histoire
Première mention écrite du village en 1389.

## Démographie

### Évolution de la population
| Année:               | 1994. | 2004.   | 2014.    | 2024.    |
| -------------------- | ----- | ------- | -------- | -------- |
| Nombre de personnes: | 620   | 582     | 662      | 567      |
| Différence:          |       | -6,12 % | +13,74 % | -14,35 % |

| Année:               | 2023. | 2024.   |
| -------------------- | ----- | ------- |
| Nombre de personnes: | 579   | 567     |
| Différence:          |       | -2,07 % |